# Релаксин
Релаксин — статевий пептидний гормон ссавців, що виділяється жовтим тілом у самиць та сім'яниками в самців. У самиць регулює послаблення зв'язок у суглобах під час вагітності.
Забезпечує розслаблення зв'язок лобкового симфізу й інших суглобів тазу, а також зв'язок матки за рахунок активації розщеплених мукопротеїдів.

## Генетика
У людини кодується 3 генами: RLN1, RLN2 та RLN3. Основною ізоформою в крові є RLN2. Релаксин належить до родини генів, пов'язаних з інсуліноподібним фактором росту. Гормон синтезується у вигляді білка-попередника, з якого потім шляхом обмеженого протеолізу створюється дволанцюгова молекула, з'єднана дисульфідними зв'язками. Зрілий пептид складається з 53 амінокислотних залишків та має 6 кДа маси.

## Фізіологічна дія
Релаксин взаємодіє з релаксиновим рецептором, що належить до родини G-білокспряжених рецепторів. У людини наявні 4 гени цих рецепторів: RXFP1, RXFP2, RXFP3, RXFP4.
Окрім впливу на вагітність, релаксин регулює розслаблення судин, стимулює ангіогенез, пригнічує апоптоз клітин крові. Релаксин планують використовувати в клінічній практиці для зниження артеріального тиску та поліпшення роботи серця.